# Echo Fostera
Echo Fostera (ang. Foster Echo) – w brydżu, nieużywany już sygnał wistowy opracowany przez Roberta Fostera. Echo Fostera było używane na trzeciej ręce w sytuacji, kiedy zagrywał pierwszy obrońca, a drugi obrońca nie mógł wygrać danej lewy i pokazywało, że drugi obrońca ma jedną starszą kartę od zagranej.

## Sygnał
Sygnał został opracowany przez Roberta Fostera, autora licznych publikacji na temat brydża i jego wcześniejszych form – wista i okszena.
Sygnał używany był na trzeciej ręce, przez drugiego obrońcę dokładając do lewy rozpoczętej przez jego partnera w sytuacji, w której drugi obrońca nie chciał lub nie mógł wygrać tej lewy, a miał w danym kolorze przynajmniej trzy karty. Zagranie drugiej karty z góry pełni funkcję informacyjną, mówi partnerowi, że drugi obrońca ma jeszcze jedną wyższą kartę, potencjalnie odblokowuje kolor i może pomóc w pokazaniu, czy i ile wyższych kart w kolorze ma rozgrywający. Na przykład: pierwszy obrońca wistuje w damę, w dziadku są tylko niskie bloki, a drugi obrońca trzyma w tym kolorze króla, dziewiątkę i trójkę. Drugi obrońca gra dziewiątkę, informując przy tym partnera, że trzyma także króla (z asem mógłby przejąć tę lewę), przez co rozgrywający musi mieć asa w tym kolorze. Współcześnie Echo Fostera nie jest zazwyczaj używane, większość graczy używa w podobnych sytuacjach sygnałów jakościowych bądź ilościowych, ale, jak na przykładowym rozdaniu Alana Truscotta, sygnał ten może jeszcze być przydatny:

|   |       | ♠     | D105  |   |       |
| ♥ | DW9   |       |       |   |       |
| ♦ | D965  |       |       |   |       |
| ♣ | K43   |       |       |   |       |
| ♠ | W     | NW ES | NW ES | ♠ | 98762 |
| ♥ | K8764 | NW ES | NW ES | ♥ | 32    |
| ♦ | K872  | NW ES | NW ES | ♦ | 4     |
| ♣ | W106  | NW ES | NW ES | ♣ | AD752 |
|   |       | ♠     | AK43  |   |       |
| ♥ | A105  |       |       |   |       |
| ♦ | AW103 |       |       |   |       |
| ♣ | 98    |       |       |   |       |

Obie po partii, S rozgrywa 3BA po prostej licytacji 1BA-3BA. Wist waletem trefl doprowadziłby do szybkiej wpadki, ale W naturalnie zawistował blotką kier. Rozgrywająca, Barbara Kachmar, wygrała pierwszą lewę w dziadku zrzucając dziesiątkę z ręki, a następnie wyszła dziewiątką karo wygraną po jej lewej stronie. Obrońcy nie używali sygnałów ilościowych i W wpadł w założoną przez rozgrywającą pułapkę – wierząc, że dziesiątka kier była prawdziwą kartą, zagrał on teraz małego kiera sądząc, że rozgrywająca miała w kierach dubletona asa z dziesiątką. Gdyby obrońcy używali Echa Fostera, to drugi obrońca zagrałby dwójkę kier informując partnera, że ma w kierach co najwyżej dwie karty, przez co rozgrywająca musi mieć przynajmniej trzy kiery. Podobną rolę dałaby w tej sytuacji ilościówka.